# 오성미
오성미(1983년 4월 15일~)는 대한민국의 레이싱 모델이다.

## 경력
- 2005년 BAT GT 2전 페라리 레이싱모델
- 2007년 GS칼텍스 Kixx Prie 레이싱팀 모델
- 2010년 부산국제모터쇼 뉴SM5 레이싱모델
- 2011년 티빙 슈퍼레이스 챔피언쉽 르노삼성레이싱팀 모델

## 에어빙모델
- 2008년 대구친환경모터쇼 레이싱모델
- 2010년 부산국제모터쇼 레이싱모델
- 2011년 일산 킨텍스 레이싱모델

## 광고
- 기아자동차 세라토